# Chelonarium lecontei
Chelonarium lecontei är en skalbaggsart som beskrevs av Thomson 1867. Chelonarium lecontei ingår i släktet Chelonarium och familjen Chelonariidae. Inga underarter finns listade i Catalogue of Life.